# Homoroselaps lacteus
Homoroselaps lacteus (плямиста гадюка-арлекін) — вид отруйних змій родини земляних гадюк (Atractaspididae). Мешкає в Південній Африці.

## Поширення й екологія
Плямисті гадюки-арлекіни поширені від крайнього південного заходу до північного сходу Південно-Африканської Республіки, а також на заході Есватіні. Вони живуть у чагарниках та на луках, що ростуть на піщаних ґрунтах, серед старих термітників та під камінням. Зустрічаються на висоті до 1800 м над рівнем моря.